# Milan Rojko
Milan Rojko (6. února 1934 – 25. listopadu 2014) byl československý basketbalista, mistr Československa 1960. Vystudoval Vysokou školu pedagogickou – fakultu přírodních věd v Praze, obor učitelství M-F pro střední školy (1953 -1957).
S basketbalem začal až v 16 letech na Gymnáziu Sokolovo v Praze 8 pod vedením prof. Trefného.
V československé basketbalové lize odehrál celkem 9 sezón v letech (1954-1963), jednu sezónu (1954/55) hrál za tým Slavia VŠE Praha, 7 sezón (1955-1963) v prvoligovém družstvu Spartak Sokolovo Praha, z toho jednu sezónu 1957/58 byl v Dukle Mariánské Lázně. Celkem získal šest medailí, všechny se Spartakem Sokolovo, jednu zlatou za titul mistra Československa 1960, tři stříbrné za druhá místa (1956, 1959, 1961) a dvě bronzové za třetí místa (1957, 1962).
S týmem Spartak Sokolovo/Sparta Praha se zúčastnil Poháru evropských mistrů v basketbale 1961, vyhráli 5 ze 6 zápasů. Vyřadili Wolves Amsterdam (Holandsko) a Torpan Pojat Helsinky (Finsko), neuspěli až ve čtvrtfinále proti CCA Steaua Bukurešť (Rumunsko), rozhodl rozdíl 8 bodů ve skóre ze 2 zápasů. V šesti zápasech evropského poháru zaznamenal celkem 45 bodů.
Za úspěšnou sportovní činnost získal v roce 1961 čestný titul Mistr sportu.
Po skončení sportovní kariéry se věnoval pedagogické a publikační činnosti v oboru fyziky a didaktiky fyziky.
V roce 2012 obdržel stříbrnou pamětní medaili Matematicko-fyzikální fakulty Univerzity Karlovy v Praze u příležitosti 60. výročí založení fakulty. Byl čestným prezidentem Asociace malých debrujárů.

## Sportovní kariéra

### Kluby
- 1954-1955 Slavia VŠE Praha – 10. místo (1955)
- 1955–1957 Spartak Sokolovo – 2. místo (1956), 3. místo (1957)
- 1957-1958 Dukla Mariánské Lázně – 6. místo (1958)
- 1958–1963 Spartak Sokolovo – 1. místo (1960), 2. místo (1959, 1961), 3. místo (1962), 4. místo (1963)
- Československá basketbalová liga celkem 9 sezón (1954–1963) a 6 medailových umístění
  - mistr Československa (1960), 3x vicemistr (1956, 1959, 1961), 2x 3. místo (1957, 1962)

### FIBA Pohár evropských mistrů
- 1960/61 se Spartou Praha postup až do čtvrtfinále (bilance 5 vítězství ze 6 zápasů)

### Československo
- 1960–1961 Za reprezentační družstvo Československa v letech 1960-1961 hrál celkem 12 zápasů.

## Odborná a pedagogická činnost
- 1953–1957 Přírodovědecká fakulta VŠP Praha, obor učitelství MF pro střední školy
- Promovaný pedagog – VŠP Praha (1957), RNDr. – MFF UK Praha (1970), Kandidát věd (CSc.) – MFF UK Praha (1973), Docentura: obor FYZIKA směr DIDAKTIKA FYZIKY - Habilitační řízení: 5.2.1996 - MFF UK Praha, Habilitační práce: Metoda reprezentativního příkladu ve výuce fyziky
- 1962–1971 Pedagogická fakulta Univerzity Karlovy v Praze
- 1971–2007 Matematicko-Fyzikální fakulta Univerzity Karlovy v Praze
- 2007–2009 Pedagogická fakulta Západočeské univerzity v Plzni
- člen redakční rady časopisu Školská fyzika
- učitel fyziky na Gymnáziu Jana Nerudy
- 2012 – obdržel stříbrnou pamětní medaili Matematicko-Fyzikální fakulty Univerzity Karlovy v Praze u příležitosti 60. výročí založení fakulty

## Knihy a publikace
- Rojko, M., Lukáč, P.: Temperature and concentration dependence of the resolved shear stress of cadmium zinc alloy single crystals, Journal of Materials Science, Volume 8, Issue 8, 1973, s. 1065-1070, Kluwer Academic Publishers [3]
- Rojko, Milan: Metoda reprezentativního příkladu ve výuce fyziky, Československý časopis pro fyziku 0009-0700 Sv. 62, č. 5-6 (listopad 2012), s. 341-345 62:5-6<341 [4] [5]
- Vysokoškolská skripta a učebnice pro základní a střední školy (fyzika a didaktika fyziky)
- Odborné články z didaktiky fyziky